# Joe Chappelle
Joe Chappelle (...) è un regista, sceneggiatore e produttore statunitense.

## Biografia
Si è laureato presso la Northwestern University con un Master of Fine Arts in cinema ed ha lavorato in campo pubblicitario a Chicago prima di occuparsi di cinema e di televisione.
Egli iniziò la sua carriera cinematografica con il film Thieves Quartet (1994), del quale fu sceneggiatore e regista. Proseguì con alcuni film-horror quali  Halloween 6 - La maledizione di Michael Myers (1995), Hellraiser - La stirpe maledetta (1996) del quale girò solo alcune scene in sostituzione di Kevin Yagher,  Phantoms (1998), basato sull'omonima commedia del 1983 di Dean Koontz. 
Nel 2000 fece il suo debutto in televisione con Dark Prince: The True Story of Dracula. Nel 2001 divenne il regista della prima stagione della serie TV L'Agenzia, dirigendone tre episodi, ma non lavorò nella seconda stagione. 
Lavorò quindi per vari episodi delle serie The Wire, CSI Miami, Fringe,  Chicago Fire di alcuni dei quali fu regista e/o produttore.
Nel 2018 scrisse e diresse il film An Acceptable Loss - Decisione estrema, interpretato, fra gli altri, da Tika Sumpter e Jamie Lee Curtis.

## Filmografia

### Televisione

#### Staff di produzione
| Anno       | Titolo                  | Ruolo                                                                        | Stagione                     |
| ---------- | ----------------------- | ---------------------------------------------------------------------------- | ---------------------------- |
| 2019       | Godfather of Harlem     | co-produttore esecutivo                                                      | "The Nitty Gritty"           |
| 2012-2017  | Chicago Fire            | co-produttore esecutivo                                                      | Stagioni 1, 2, 3, 4, 5, 6, 7 |
| 2009-2011  | Fringe                  | co-produttore esecutivo (stagioni 2 & 3), produttore (stagione 3–stagione 4) | Stagioni 2, 3, 4             |
| 2008       | Fringe                  | co-produttore esecutivo (stagioni 2 & 3), produttore (stagione 3–stagione 4) | Stagioni 2, 3, 4             |
| The Wire   | co-produttore esecutivo | Stagione 5                                                                   |                              |
| 2007-2008  | CSI: Miami              | consulente produttore                                                        | Stagione 5, 6                |
| 2006       | CSI: Miami              | consulente produttore                                                        | Stagione 5, 6                |
| The Wire   | co-produttore esecutivo | Stagione 4                                                                   |                              |
| 2005       | CSI: NY                 | consultant                                                                   | Stagione 1                   |
| 2004       | The Wire                | co-produttore esecutivo                                                      | Stagione 3                   |
| 2004       | CSI: Miami              | produttore                                                                   | Stagione 2                   |
| 2003       | CSI: Miami              | produttore                                                                   | Stagione 2                   |
| Stagione 1 | CSI: Miami              | produttore                                                                   |                              |

#### Regia
| Anno | Titolo                                 | Stagione                               | Titolo episodio                        | Episodio                               | Note |
| ---- | -------------------------------------- | -------------------------------------- | -------------------------------------- | -------------------------------------- | ---- |
| 2019 | Godfather of Harlem                    | 1                                      | The Nitty Gritty                       | 2                                      |      |
| 2019 | Godfather of Harlem                    | 1                                      | Our Day Will Come                      | 3                                      |      |
| 2019 | Chicago Fire                           | 7                                      | The White Whale                        | #158/#7.21                             |      |
| 2012 | Fringe                                 | 4                                      | Brave New World (seconda parte)        | 22                                     |      |
| 2012 | Fringe                                 | 4                                      | Brave New World (prima parte)          | 21                                     |      |
| 2012 | Fringe                                 | 4                                      | Letters of Transit                     | 19                                     |      |
| 2012 | Fringe                                 | 4                                      | A Better Human Being                   | 13                                     |      |
| 2012 | Fringe                                 | 4                                      | Enemy of My Enemy                      | 9                                      |      |
| 2011 | Fringe                                 | 4                                      | Subject 9                              | 4                                      |      |
| 2011 | Fringe                                 | 4                                      | Neither Here Nor There                 | 1                                      |      |
| 2011 | Fringe                                 | 3                                      | The Day We Died                        | 22                                     |      |
| 2011 | Fringe                                 | 3                                      | Lysergic Acid Diethylamide             | 19                                     |      |
| 2010 | Fringe                                 | 3                                      | Marionette                             | 9                                      |      |
| 2010 | Fringe                                 | 3                                      | 6955 kHz                               | 6                                      |      |
| 2010 | Fringe                                 | 3                                      | Olivia                                 | 1                                      |      |
| 2010 | CSI: Miami                             | 8                                      | All Fall Down                          | 24                                     |      |
| 2010 | Fringe                                 | 2                                      | Northwest Passage                      | 21                                     |      |
| 2010 | Fringe                                 | 2                                      | Johari Window                          | 12                                     |      |
| 2009 | Fringe                                 | 2                                      | Of Human Action                        | 7                                      |      |
| 2009 | Fringe                                 | 2                                      | Momentum Deferred                      | 4                                      |      |
| 2009 | CSI: Miami                             | 7                                      | Seeing Red                             | 25                                     |      |
| 2009 | CSI: Miami                             | 7                                      | Flight Risk                            | 18                                     |      |
| 2009 | CSI: Miami                             | 7                                      | Smoke Gets in Your CSI's               | 14                                     |      |
| 2008 | CSI: Miami                             | 7                                      | Power Trip                             | 9                                      |      |
| 2008 | CSI: Miami                             | 7                                      | Wrecking Crew                          | 6                                      |      |
| 2008 | CSI: Miami                             | 7                                      | Resurrection                           | 1                                      |      |
| 2008 | The Wire                               | 5                                      | Late Editions                          | 9                                      |      |
| 2008 | The Wire                               | 5                                      | More with Less                         | 1                                      |      |
| 2008 | CSI: Miami                             | 6                                      | All In                                 | 16                                     |      |
| 2007 | CSI: Miami                             | 6                                      | Stand Your Ground                      | 9                                      |      |
| 2007 | CSI: Miami                             | 5                                      | Throwing Heat                          | 13                                     |      |
| 2006 | CSI: Miami                             | 5                                      | Come as You Are                        | 10                                     |      |
| 2006 | CSI: Miami                             | 5                                      | Curse of the Coffin                    | 6                                      |      |
| 2006 | CSI: Miami                             | 5                                      | Rio                                    | 1                                      |      |
| 2006 | The Wire                               | 4                                      | That's Got His Own                     | 12                                     |      |
| 2006 | The Wire                               | 4                                      | Boys of Summer                         | 1                                      |      |
| 2005 | CSI: NY                                | 1                                      | Supply & Demand                        | 20                                     |      |
| 2005 | CSI: Miami                             | 3                                      | 10-7                                   | 24                                     |      |
| 2005 | CSI: Miami                             | 3                                      | Recoil                                 | 21                                     |      |
| 2004 | The Wire                               | 3                                      | Middle Ground                          | 11                                     |      |
| 2004 | CSI: Miami                             | 2                                      | Innocent                               | 24                                     |      |
| 2004 | CSI: Miami                             | 2                                      | Not Landing                            | 21                                     |      |
| 2004 | CSI: Miami                             | 2                                      | Slow Burn                              | 14                                     |      |
| 2003 | CSI: Miami                             | 2                                      | Big Brother                            | 8                                      |      |
| 2003 | CSI: Miami                             | 2                                      | Hurricane Anthony                      | 6                                      |      |
| 2003 | CSI: Miami                             | 2                                      | Dead Zone                              | 2                                      |      |
| 2003 | CSI: Miami                             | 1                                      | Body Count                             | 24                                     |      |
| 2003 | CSI: Miami                             | 1                                      | Double Cap                             | 19                                     |      |
| 2003 | CSI: Miami                             | 1                                      | Evidence of Things Unseen              | 16                                     |      |
| 2002 | The Twilight Zone                      | 1                                      | To Protect and Serve                   | 15                                     |      |
| 2002 | The Twilight Zone                      | 1                                      | Upgrade                                | 14                                     |      |
| 2002 | CSI: Miami                             | 1                                      | Losing Face                            | 2                                      |      |
| 2002 | CSI: Miami                             | 1                                      | Golden Parachute                       | 1                                      |      |
| 2002 | The Wire                               | 1                                      | One Arrest                             | 7                                      |      |
| 2002 | Witchblade                             | 2                                      | Emergence                              | 1                                      |      |
| 2002 | Wolf Lake                              | 1                                      | Legend of Lost Lenore                  | 8                                      |      |
| 2001 | Wolf Lake                              | 1                                      | Soup to Nuts                           | 3                                      |      |
| 2001 | The Agency                             | 1                                      | The Year of Living Dangerously         | 3                                      |      |
| 2001 | The Agency                             | 1                                      | God's Work                             | 2                                      |      |
| 2001 | The Agency                             | 1                                      | Viva Fidel                             | 1                                      |      |
| 2000 | Dark Prince: The True Story of Dracula | Dark Prince: The True Story of Dracula | Dark Prince: The True Story of Dracula | Dark Prince: The True Story of Dracula |      |

### Film
- Thieves Quartet (1994)
- Halloween 6 - La maledizione di Michael Myers (Halloween: The Curse of Michael Myers, 1995)
- Hellraiser - La stirpe maledetta (Hellraiser: Bloodline, 1996) (non accreditato)
- Phantoms (1998)
- Takedown (Track Down, 2000)
- The Skulls II (2002)
- An Acceptable Loss - Decisione estrema (An Acceptable Loss, 2019)